# Microdalyellia brevimana
Microdalyellia brevimana är en plattmaskart som först beskrevs av Beklemischev 1921.  Microdalyellia brevimana ingår i släktet Microdalyellia, och familjen Dalyelliidae. Arten är reproducerande i Sverige.